# أرشيبالد موراي
الجنرال السير أرشيبالد جيمس موراي، (23 أبريل 1860 - 21 يناير 1945) كان ضابطًا بالجيش البريطاني خدم في حرب البوير الثانية والحرب العالمية الأولى. كما كان رئيس أركان قوة المشاة البريطانية في أغسطس 1914، لكن يبدو أنه عانى من انهيار جسدي في التراجع من مونس، حيث كان مطلوبًا منه التنحي من هذا المنصب في يناير 1915. وعقب أن شغل منصب نائب رئيس هيئة الأركان العامة الإمبراطورية لمعظم عام 1915، كان لفترة وجيزة رئيس هيئة الأركان العامة الإمبراطورية من سبتمبر إلى ديسمبر 1915. بعد ذلك، كان قائدًا لقوة التجريدة المصرية في الفترة من يناير 1916 إلى يونيو 1917، حيث وضع الأساس العسكري لهزيمة وتدمير الدولة العثمانية في شبه الجزيرة العربية والمشرق.

## مهنة الجيش
هو ابن تشارلز موراي وآن موراي (اسم عائلتها قبل الزواج غرايفس). لقد تلقى تعليمه في كلية شلتنهام وأكاديمية ساندهيرست العسكرية الملكية، وتم تكليفه في الفوج السابع والعشرين في 13 أغسطس 1879. تم تعيينه مساعدًا لفوجه في 12 فبراير 1886. وبعد ترقيته إلى رتبة نقيب في 1 يوليو 1887، والمشاركة في قمع انتفاضة الزولو في عام 1888، صار مساعدًا للكتيبة الرابعة، فوج بيدفوردشير في 15 ديسمبر 1890. التحق موراي بكلية الموظفين (كامبرلي)، في عام 1897.
تمت ترقيته إلى رائد في 1 يونيو 1898، وقد خدم في حرب البوير الثانية كنائب مساعد القائد العام للمخابرات في ناتال من 9 أكتوبر 1899 ثم كرئيس أركان للقائد هناك. شارك في الانسحاب من دندي ثم حصار لاديسميث في أواخر عام 1899 وأصبح ضابط أركان كبير للسير أرشيبالد هنتر، الضابط العام قائد الفرقة العاشرة، في أوائل عام 1900. تم تعيينه مساعدًا للقائد العام في 6 مارس 1900، وتمت ترقيته إلى رتبة مقدم في 29 أكتوبر 1900، ومنح وسام الخدمة المتميز في 29 نوفمبر 1900. تم ذكره مرة أخرى في إرساليات في فبراير 1901.
تم تعيين موراي كضابط قائد للكتيبة الثانية رويال إنسكيلينج فيوسيليرز، المتمركزة في الهند في أكتوبر 1901 لكنه لم يشغل هذا المنصب مطلقًا. تم إيفاده في شمال ترانسفال في فبراير 1902 حيث أصيب بجروح خطيرة في أبريل 1902 وذكر في الإرساليات مرة أخرى في يوليو 1902. وبعد انتهاء الأعمال القتالية في جنوب أفريقيا، عاد إلى إنجلترا في يونيو 1902 وأصبح مساعدًا مساعدًا للجنرال في مقر الفرقة الأولى في ألدرشوت في 3 نوفمبر 1902. تمت ترقيته إلى رتبة عقيد في 29 أكتوبر 1903، وتم تعيينه رفيقًا في وسام باث في عيد ميلاد الملك لعام 1904، وقائدًا للوسام الفيكتوري الملكي في 12 يونيو 1907.
أصبح موراي مدير التدريب العسكري في مكتب الحرب في 9 نوفمبر 1907 وبعد ترقيته إلى رتبة لواء في 13 يوليو 1910، تم ترقيته إلى رتبة قائد فارس لوسام باث في حفل التتويج بمرتبة الشرف في يونيو 1911. كما شارك أيضًا في موكب تتويج الملك جورج الخامس في 22 يونيو 1911. أصبح موراي مفتشًا للمشاة في 9 ديسمبر 1912. وفي مؤتمر هيئة الأركان العامة في يناير 1914 رفض موراي مقترحات لتبني ما اعتبره عقيدة نمطية فرنسية للنار والحركة. ثم تولى قيادة الفرقة الفرقة الثانية لفترة وجيزة اعتبارًا من 1 فبراير 1914.

## رئيس الأركان، القوات البريطانية للحماية، فرنسا وبلجيكا

### التعيين

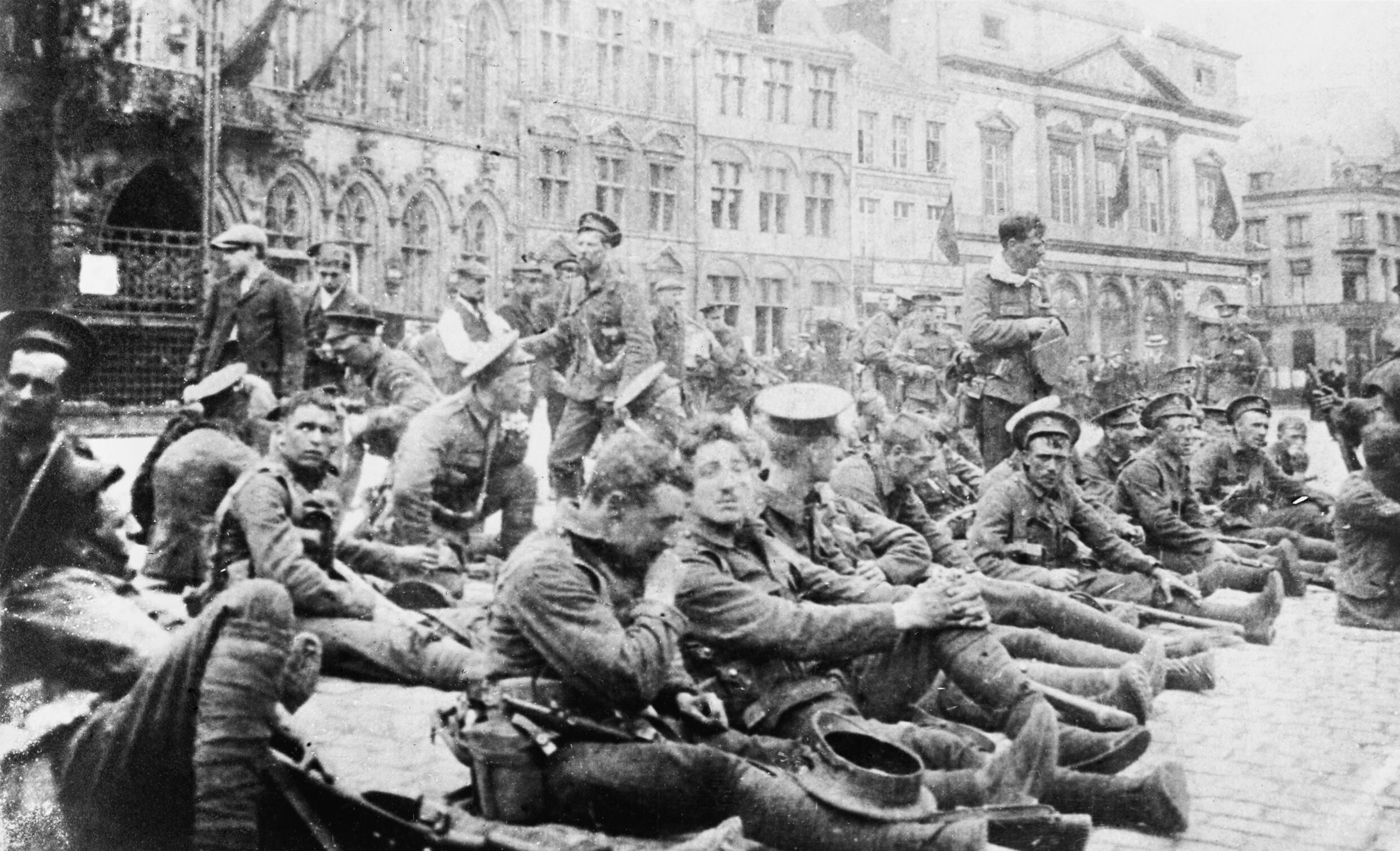
Fusiliers الملكية تستعد لمعركة مونس

عندما بدأت الحرب العالمية الأولى في يوليو 1914 لم يتم تعيين موراي قائدًا لقوات المشاة البريطانية كما كان مقصودًا في الأصل. وبدلًا من ذلك أصبح رئيس الأركان. حصل موراي بالفعل على سمعة عالية كضابط أركان في جنوب أفريقيا تحت قيادة فرنش في مكتب الحرب. يُزعم في بعض الأحيان أن موراي حصل على المنصب إلى حد كبير لأن اختيار فرنش المبدئي لهذا المنصب، الذي كان ويلسون، قد تم رفضه بسبب دوره في قضية كوراغ. مع أن هذا الإدعاء جاء بعد الحرب من قبل إدموندز في كيرك (في مذكراته عن ماكدونوغ) وموراي، فليس هناك دليل معاصر، حتى في مذكرات ويلسون، لتأكيده (على عكس يناير 1915، عندما تم منع ويلسون من أن يخلف موراي لأسباب سياسية).
عبر ويلسون، والسير جون فرنش (القائد العام لقوة المشاة البريطانية المسلحة) وموراي إلى فرنسا في 14 أغسطس. تم ترك كتب الرموز في لندن، واضطر الملازم سبيرز للعودة إلى لندن لمجموعة أخرى حيث عاد ليجد موراي في رايمز وهو يحاول «كشف» الوضع الاستراتيجي لغزو جيوش الإمبراطورية الألمانية لفرنسا على مجموعة من الخرائط الكبيرة التي انتشرت على أرضية غرفته بالفندق، في كل مكان، مرتديًا «سروالًا» فقط، في حين كانت الخادمات يأتين ويذهبن.

### التراجع من مونس
كان أداء موظفي قوة المشاة البريطانية، الذين لم يتدربوا على أدوارهم، خلال تراجع أغسطس 1914، ضعيفًا. كان فرنش زعيمًا ديناميكيًا ولكن لم يكن مديرًا. سجل روبرتسون وكيرك أن موراي لم يكن يعرف سوى القليل من الخطط التي وضعها ويلسون مع فرنش وكان عليه العمل مع فريق عمل «يعمل بكامله تقريبًا من مديرية (العمليات العسكرية)» اعتاد العمل مع ويلسون. كان من بين هؤلاء الموظفين العقيد هاربر، GSO1.
استدعى موراي رؤساء الأركان في حوالي الساعة 1 صباحًا في 24 أغسطس (الليلة التي تلت معركة مونس)، وأمرهم بالتراجع، لكنه لم يعطهم أي خطط مفصلة، تاركًا لهم وضع التفاصيل بأنفسهم. وافق فرنش على طلب هيج بأن تتراجع القوات الأولى شرق غابة المورمال (يوميات هيج، 24 أغسطس) دون أن يتم على ما يبدو طلب سميث دورين (القوات الثانية GOC). (لم يكن عمل فريق العمل غير الكفؤ فريدًا بالنسبة لـGHQ - لم يقم موظفو القوات الأولى أو الثانية بالتحقق مما إذا كانت غابة مورمال قد احتلها العدو أم لا.) في 24 أغسطس، رفض هاربر أن يفعل أي شيء لصالح موراي، بحيث كان على اللورد لوخ أن يكتب رسائل مع أنها لم تكن وظيفته. كتب لوخ في مذكراته لهذا اليوم أن موراي كان «بطبيعته قذرًا» و«يصعب التعامل معه». كان موراي وموظفوه يعملون بهدوء شديد في بافاي، وسجلوا (24 أغسطس) أنه قضى 24 ساعة دون خلع ملابسه أو نومه. زار سميث دورين GHQ لطلب أوامر مفصلة مساء 24 أغسطس، واضطر أن يتنمر على موراي لإصدار أوامر للقوات الثانية للتراجع إلى لو كاتو.
أشار موراي في مذكراته (25 أغسطس) إلى أن GHQ قد انتقلت مرة أخرى من لو كاتو إلى سانت كوينتن وأن القوات الأولى كانت منخرطةً بشدة في الليل - ولم يذكر ما كان على القوات الثانية فعله. عندما وصلت الفرقة الرابعة (25 أغسطس)، كانت أوامر سنو هي المساعدة في إعداد موقع دفاعي في موقع كامبراي لو كاتو، حيث لم يكن لدى GHQ أي فكرة عن خطورة الموقف الذي يواجه القوات الثانية. تمكنت الفرقة الرابعة في النهاية من المشاركة في معركة لو كاتو. وصلت أخبار خطط سميث دورين للوقوف والقتال في لو كاتو إلى GHQ في الساعة 5 صباحًا يوم 26 أغسطس - تم إيقاظ فرنش من نومه، وأصر على عدم إيقاظ موراي، وأرسل إلى سميث دورين رسالة غامضة مفادها أنه «حر التصرف فيما يتعلق بالطريقة» التي تراجع بها، والتي أخذها سميث دورين كإذن للقتال.
يبدو أن موراي عانى نوعًا من الانهيار الجسدي في هذا الوقت تقريبًا، مع اختلاف التفاصيل بين روايات شهود العيان المختلفة. سجل ويلسون أن موراي قد «انهار تمامًا»، وتم إعطاؤه «المورفين أو بعض الأدوية الأخرى» مما جعله غير قادر على العمل وعندما تم إخباره (في الساعة 7 صباحًا في 26 أغسطس) بقرار سميث دوريان بالوقوف والقتال «حدثت على الفور نوبة إغماء». ذكر سبيرز (في عام 1930) أن موراي قد انهار بنبض ضعيف، لكنه لم يغمى عليه في الواقع، عندما قيل في وقت سابق خلال نفس الليلة (تبين لاحقًا أن الأخبار مبالغ فيها) أن الألمان قد سقطوا على القوات الأولى التابعة لهيج في لاندريسيز. كتب سبيرز أن موراي كان مريضًا للغاية بحيث لم يتمكن من حضور اجتماع السير جون فرنش مع جوفري ولانريزاك في 26 أغسطس، مع أن ترين قد جعله يحضر هذا الاجتماع. سجل الجنرال ماكريدي لاحقًا أن موراي أغمي عليه في مكتبه أثناء عمله في نويون (حيث كان مقر GHQ في 27 أغسطس).
عاد ويلسون إلى GHQ في 29 أغسطس من زيارة إلى جوفري ليجد - كما قال - «كارثة كاملة» مع «موراي يقود الرعب».

### خريف 1914
في 4 سبتمبر، عقد موراي اجتماعًا هامًا مع غالياني (الحاكم العسكري لباريس) ومونوري (قائد الجيش السادس الفرنسي) لمناقشة هجوم الحلفاء المضاد المخطط له والذي سيصبح معركة المارن الأولى. لم يكن لدى موراي أي فكرة عن موعد عودة فرنش، الذين كان يزور الفيلق البريطاني الأول، ولم يكن مستعدًا لاتخاذ أي قرار في غيابه. وبعد اجتماع استمر ثلاث ساعات تم وضع اتفاق مؤقت. خرج فرنش بانطباع يفيد أن البريطانيين لن يتعاونوا وأن موراي كان لديه «نفور كبير» بالنسبة له، لكنه في الواقع نقل الخطط إلى فرنش. وأثناء ذلك، كان ويلسون يتفاوض على خطط منفصلة مع فرانشيت ديسبري (الجيش الخامس الفرنسي، على اليمين البريطاني).
لاحظ ويلسون (يوميات 6 سبتمبر - وهو نفس اليوم الذي بدأت فيه قوة المشاة البريطانية التقدم كجزء من معركة المارن الأولى) أن فرنش وموراي «كانا في الخارج يقودان السيارات ويلعبان الحمار طوال اليوم». كان عليه أن يتوسط لمنع فرنش من إقالة هاربر (مذكرات ويلسون في 7 سبتمبر) ولكن بعد أسبوع ذكر (مذكرات ويلسون في 14 سبتمبر)، أن موراي وهاربر تجادلا باستمرار. بعد شهر كان موراي لا يزال يتحدث عن «رجالي» و«رجال (ويلسون)» وهو الأمر الذي اعتقد ويلسون بأنه «حزين إلى حد ما» و«مؤسف» (يوميات كلايف 18 سبتمبر). اعتقد ويلسون أن فرنش وموراي «كانا غير قادرين تمامًا على تحديد حجم الموقف أو التصرف بثبات لمدة 24 ساعة» (يوميات ويلسون 28 سبتمبر)
اشتكى موراي إلى فيكتور هوغيه (ضابط ارتباط فرنسي يخدم مع البريطانيين) بشأن ويلسون (6 أكتوبر)، لكنه أخبر ويلسون أيضًا أن فرنش أصبح «غير منطقي» وسأل ويلسون عما إذا كان (موراي) يجب أن يستقيل؛ أبلغ ويلسون بيلي لامبتون، السكرتير الفرنسي، بكلتا الحادثتين. كما اشتكى موراي (في 4 و5 نوفمبر) وهدد بالاستقالة حين عدل ويلسون أحد أوامره دون إخباره. كتب موراي لاحقًا (في عام 1930) «لماذا بقيت مع زمرة مكتب الحرب (هذه) عندما علمت أنني غير مرغوب فيه؟ أردت أن أرى السير جون. لقد كنت معه لسنوات عديدة، وكنت أعرف أكثر من أي شخص كيف أن صحته ومزاجه جعلته، في رأيي، غير لائق للأزمة التي كان علينا مواجهتها. ... تجاهلني كبار الأعضاء (من موظفي GHQ) تمامًا، قدر الإمكان، واستمروا في إحباطي، حتى أنهم غيروا تعليماتي». كما قال أيضًا إن عدم ولاء ويلسون ترك له المهمة المستحيلة المتمثلة في إدارة فرنش بمفرده. أشار رولينسون في مذكراته إلى أن موراي أصبح «شيفرًا في GHQ» (28 نوفمبر 1914)، ولم يعجبه مرؤوسوه (4 ديسمبر) وأن فرنش غالبًا ما تجاهل طاقمه «بشكل رئيسي لأن موراي كان غير قادر على إدارتهم والحصول على أي عمل جيد منهم»(6 ديسمبر 1914). قال إدموندز لاحقًا إن موراي زور أحيانًا توقيت الأوامر، لكن تم إبعاده عن طريق الطابع الزمني الذي وضعه كاتب المناوبة عليها.

### الإزالة
في نهاية نوفمبر ومرة أخرى في منتصف ديسمبر، أخبر فرنش ويلسون أنه يفكر في نقل موراي إلى قيادة فيلق. منع أسكويث وكتشنر (20 ديسمبر) فرنش من استبدال موراي بويلسون. زعم ويلسون أنه سمع جوفري، في زيارة إلى GHQ (27 ديسمبر)، يشكو من أنه «من المؤسف» عدم عزل موراي.
تم صرف موراي مريضًا لمدة شهر (24 يناير 1915) وطالب فرنش باستقالته (25 يناير 1915)، مع إصرار موراي على أنه يحتاج فقط لأخذ إجازة لبضعة أيام. كان ويلسون يشتبه على نطاق واسع في أنه تآمر لإقالة موراي على أمل عبث أن يحل محله، لكن الوظيفة ذهبت إلى روبرتسون. ومع أن التهاب الحلق منعه من رؤية موراي، إلا أن فرنش كتب إليه (29 يناير) قائلًا إنه يأمل في رؤيته كقائد للجيش بعد فترة طويلة. كتب هيج (يوميات 26 يناير) أن «موراي كان زميلًا طيبًا ولكنه لم يكن رجلاً عمليًا في هذا المجال».
كتب ضابط أركان يدعى العميد فيليب هويل، لزوجته (27 فبراير 1915) أن موراي كان «غير كفء، وشرير، وخجول، وعديم الجدوى». لقد وصفه المؤرخ الرسمي إدموندز فيما بعد بأنه «لا وجود له». كما وصفه ريتشارد هولمز بأنه «رجل ذكي ومثقف» لم يشف بعد من جرح في المعدة في جنوب أفريقيا.

## رئيس هيئة الأركان العامة الإمبراطورية
تم تعيينه نائبًا لرئيس هيئة الأركان العامة الإمبراطورية في 10 فبراير 1915 وعُين قائدًا فارسًا على وسام القديس ميخائيل والقديس جرجس في 18 فبراير 1915. وبصفته نائب CIGS، كانت مسؤولية موراي هي تدريب وتنظيم الجيوش الجديدة، وهي وظيفة تتطلب الكثير من السفر.
أصبح موراي رئيسًا لهيئة الأركان العامة الإمبراطورية في 26 سبتمبر 1915. تمت ترقيته إلى رتبة ملازم أول في 28 أكتوبر 1915. وبعد الحرب، كتب إلى إيان هاملتون، ينتقد كتشنر بعبارات قاسية، وكتب أنه «نادرًا ما يخبر الحقيقة المطلقة والحقيقة الكاملة» وأنه لم يكن حتى رحل كتشنر لتفقده الدردنيل أن موراي كان قادرًا على إبلاغ مجلس الوزراء أن التطوع قد انخفض كثيرًا عن المستوى المطلوب للحفاظ على قوة المشاة البريطانية من 70 فرقة، مما يتطلب إدخال التجنيد الإجباري. أصر مجلس الوزراء على تقديم أوراق هيئة الأركان العامة المناسبة في غياب كتشنر. كتب موراي قائلًا: «لم أقم مطلقًا في خدمتي التي دامت أربعين عامًا بعمل أفضل مما فعلت خلال الأشهر الثلاثة التي كنت فيها في CIGS». أشاد سكرتير مجلس الوزراء موريس هانكي بمواري باعتباره «القديس يوحنا المعمدان» الحقيقي للسير ويليام روبرتسون، خليفته في CIGS.
لكن رئيس الوزراء أسكويث سعى لتغيير المناصب العسكرية العليا. رفض هيج، الذي كان على وشك أن يتم تعيينه قائدًا عامًا لقوة المشاة البريطانية (3 ديسمبر 1915)، اقتراح كيتشنر بإعادة تعيين موراي كرئيس أركان قوة المشاة البريطانية (الوظيفة التي كان روبرتسون يغادرها ليصبح CIGS). وفي أيامه الأخيرة في منصبه، أصدر موراي ورقة تحث على تركيز الجهود على الجبهة الغربية (16 ديسمبر 1915) والتي وصفها روبرتسون بأنها «الكتاب المقدس للحرب». تم إجبار موراي على الخروج من منصب CIGS في 23 ديسمبر 1915 واستبداله بروبرتسون، وهو مدافع قوي عن إستراتيجية (الجبهة الغربية) الفردية.
قوبلت نصيحة موراي بالاستياء من بعض الأعضاء الليبراليين في حكومة الائتلاف، الذين كانوا غير راضين عن إعادة تنظيم الجهود الحربية البريطانية نحو الحرب الشاملة والالتزام الهائل للقوات للجبهة الغربية. كان أوغسطين بيريل (السكرتير الأول لأيرلندا)، إلى جانب ريجنالد ماكينا (وزير الخزانة)، ووالتر رونسيمان (رئيس مجلس التجارة) والسير إدوارد غراي (وزير الخارجية) يفكرون في الانضمام إلى استقالة السير جون سيمون (وزير الداخلية) احتجاجًا على تجنيد العزاب، المقرر سَنه في يناير 1916. كتب بيريل إلى رئيس الوزراء (29 ديسمبر) أنه ورونسيمان اتفقا على أن التمويل و«السياسة الإستراتيجية كما تم شرحها في ورقة موراي الطويلة وغير المقنعة والمخيفة» أكثر أهمية من التجنيد الإجباري.

## القيادة المصرية

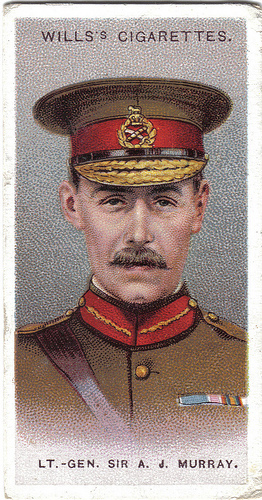
اللفتنانت جنرال. Sir AJ Murray WWI Cigarette Card الصادرة عن WD & HO Wills Bristol & London

### 1916
في يناير 1916، حصل موراي على قيادة القوات البريطانية في مصر وقوة التجريدة المصرية. كانت مصر قاعدةً لجبهة مقدونيا وحملة جاليبولي. في يناير 1916، تم إعفاء موراي من القيادة العملياتية للقوات البريطانية في سالونيك (وإن لم تكن مسؤولية لوجستية)، والتي أعطيت للجنرال الفرنسي ساراي. في البداية، كان الجنرال ماكسويل لا يزال يقود غرب مصر (في مواجهة الثورة السنوسية) حتى تم إرساله إلى أيرلندا لقمع ثورة عيد الفصح.
كتب موراي إلى روبرتسون (18 مارس 1916) أن الأستراليين كانوا «من وجهة نظر مادية جسدًا رائعًا من الرجال» ولكن «ليس لديهم فكرة عن اللياقة أو ضبط النفس».
كان لدى بريطانيا 300 ألف رجل في مصر، وكثير منهم من الذين تم إجلاؤهم من ANZACs أو من جاليبولي، من المفترض أن يَحذروا من أي هجوم تركي عبر سيناء، والذي اعتقد روبرتسون أنه مستبعد من الناحية اللوجستية. وبحلول يوليو 1916، وبناءً على أوامر روبرتسون، كان موراي قد شحن 240 ألف منهم، بما في ذلك 9 فرق مشاة وثلاثة ألوية مشاة مستقلة و9 بطاريات مدفعية ثقيلة، معظمهم ذهبوا إلى فرنسا، مما جعل معه أربعة فرق إقليمية وبعض القوات المُركبة. تم شحن 11 ألف جندي هندي إلى الخارج، وفرقة واحدة إلى بلاد ما بين النهرين و11 أخرى إلى فرنسا في أوائل عام 1917 مما جعل معه ثلاثة فرق مشاة ضعيفة القوة وعناصر من فرقتين أخريتين وفرقة سلاح الفرسان.
وفي محاولة لمنع هجوم تركي آخر ضد قناة السويس، أعاد موراي تنظيم قواته وقاد هجومًا مضادًا وانتصر في معركة رمانة في أغسطس 1916. كان عليه الآن أن يتقدم فوق شبه جزيرة سيناء، التي كانت المكونة من الرمال في الشمال والحصى والطين في الوسط والجبال في الجنوب. كان يجب مد 400 ميل من السكك الحديدية و300 ميل من الطرق المعدنية والشبكات السلكية و300 ميل من الأنابيب. كان لا بد من ضخ مياه الشرب تحت قناة السويس من قناة المياه العذبة في دلتا النيل، الأمر الذي يتطلب بناء محطات فلترة وخزانات ومحطات ضخ. كان عرض الخط على الحدود 45 ميلًا، أي نصف عرضه من 80 إلى 90 ميلًا للجبهة على القناة. استولى موراي على العريش في ديسمبر ورفح على حدود فلسطين في يناير 1917.

### 1917

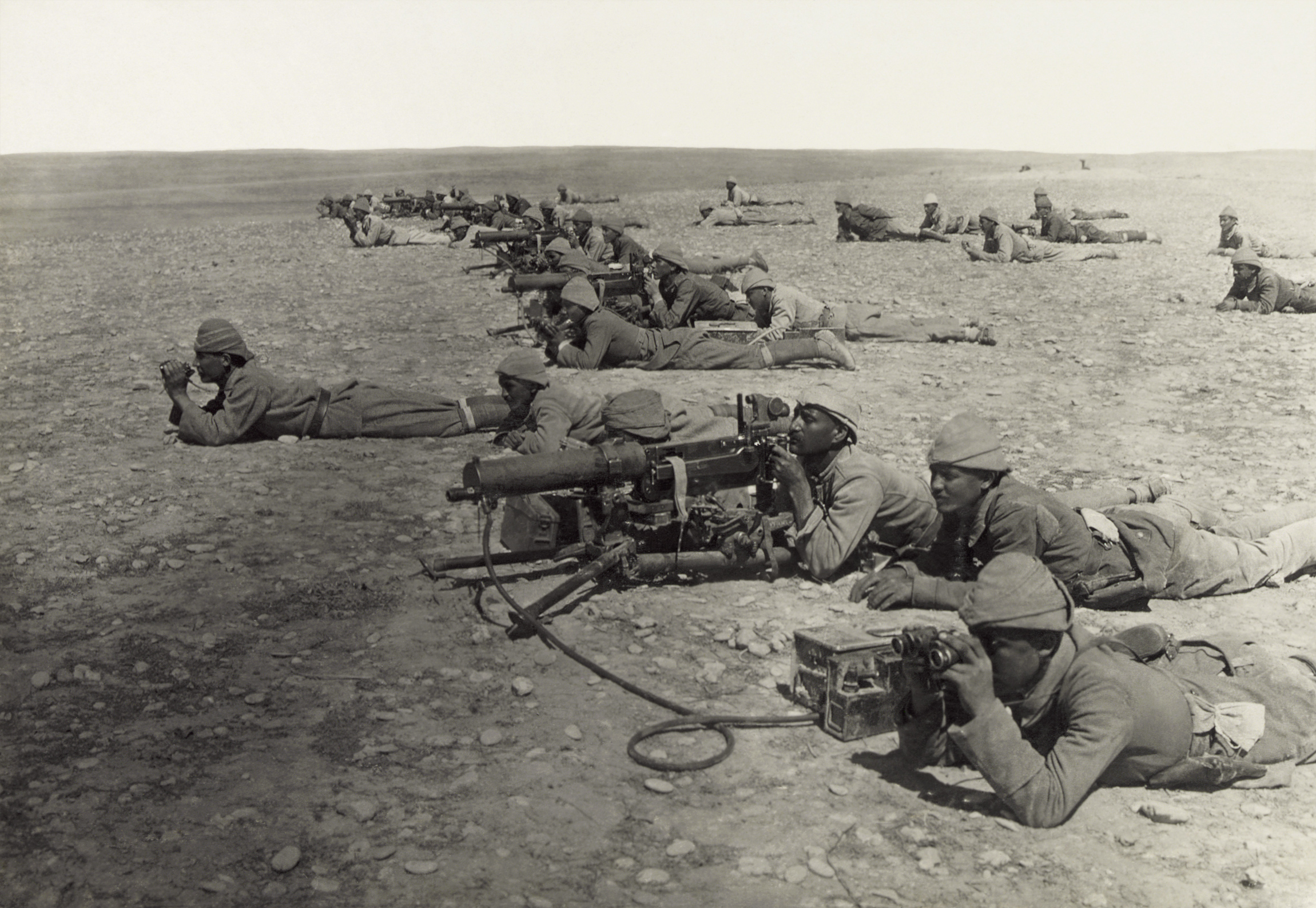
الفيلق الرشاش العثماني في موقعه خلال معركة غزة الثانية: سحب موراي قواته

أراد لويد جورج جعل تدمير تركيا هدفًا رئيسيًا للحرب البريطانية، وبعد يومين من توليه منصب رئيس الوزراء أخبر روبرتسون أنه يريد تحقيق نصرٍ كبير، ويفضل الاستيلاء على القدس، لإثارة إعجاب الرأي العام البريطاني. اعتقد روبرتسون أن الاستيلاء على بئر السبع يجب أن يكون كافيًا لأن هناك حاجة لمزيد من الانقسامات في فرنسا. ومع ذلك، لم يكن روبرتسون معاديًا تمامًا للجهود المبذولة في فلسطين، حيث أخبر موراي (31 يناير 1917) أنه يريده أن يشن هجومًا على فلسطين في خريف وشتاء 1917، إذا كانت الحرب مستمرة في ذلك الوقت. كان الهدف هو الحفاظ على الروح المعنوية العامة، ومع وجود تسوية سلمية تجعل إمكانية سيطرة ألمانيا على البلقان ممكنة بشكل متزايد، وعلى حلب. كان الوصول إلى حلب من فلسطين أسهل من الوصول إليها من بلاد ما بين النهرين، وسيؤدي الاستيلاء عليها إلى جعل سيطرة تركيا على كلا المنطقتين لا تطاق. وفي هذه المرحلة، كانت روسيا لا تزال تضغط على عدة قوات تركية، مع أن الأميرالية لم تكن متحمسة بشأن اقتراحات بأن تقوم البحرية الملكية بإنزال برمائي في فلسطين. تم الاتفاق على بناء قوات موراي إلى 6 فرق مشاة وفرقتين محمولة بحلول الخريف، بالإضافة إلى 16 سرية جمال إمبراطورية وربما بعض سلاح الفرسان الهندي من فرنسا.
رُقي موراي إلى وسام القديس ميخائيل والقديس جرجس في 20 يناير 1917.
كان موراي هو الذي سمح لحملة توماس إدوارد لورنس بالانضمام إلى التمرد العربي ضد الأتراك في شبه الجزيرة العربية، حيث قدم دعمًا ماليًا وعسكريًا محدودًا لهجوم لورانس على العقبة: في البداية كان موراي متشككًا في إمكانات التمرد، لكنه صار داعمًا قويًا له في وقت لاحق في فترته بالمنصب في القاهرة، إلى حد كبير من خلال إقناع لورانس. وبحلول أوائل عام 1917 كان الأتراك قد انسحبوا أيضًا من بلاد فارس وانسحبوا من المدينة المنورة التي حاصرها العرب.
أكمل موراي هزيمة السنوسي (سيطر على سيوة في فبراير 1917).
في مارس 1917، في معركة غزة الأولى هاجمت قوة بريطانية بقيادة موراي، مكونة من الفرقة 52 (الأراضي المنخفضة) معززة بلواء مشاة من القوة الشرقية، غزة. وفي حين أوقفت فرقة الخيالة الإمبراطورية من التعزيزات التركية، عززت فرقة الخيالة الأسترالية والنيوزيلندية (فرقة قسم خيالة أنزاك) هجوم المشاة ونجحوا معًا في دخول غزة من الشمال والاستيلاء على تلة علي المنطار المجاورة. لكن تصميم المدافعين الأتراك والتهديد من اقتراب التعزيزات التركية الكبيرة من الشمال والشمال الشرقي أدى في النهاية إلى قرار الانسحاب. وصفت معركة غزة الأولى بأنها «الأكثر نجاحًا» من خلال التقليل من شأن البريطانيين والمبالغة في خسائر العدو. أدى هذا إلى فقدان الثقة السياسية في موراي.
وفي معركة غزة الثانية في أبريل 1917، قام موراي بتجميع قوة أكبر تتألف من الفرقة 52 (الأراضي المنخفضة)، والفرقة 53 (الويلزية)، والفرقة 54 (شرق أنجليان)، والفرقة 74 (يومانري) التي تم تشكيلها مؤخرًا والتي كانت تتكون من ألوية من يومانري المترجلين الذي خدموا كقوات المشاة. لكن الدبابات البريطانية الست والبنادق الثقيلة البريطانية والنيران البحرية من سفينة الدفاع الساحلية الفرنسية ريكوين واثنين من المراقبين البريطانيين (M21 وM31) لم تسبب سوى أضرار طفيفة وعملت فقط على تحذير الأتراك من الهجوم البريطاني الوشيك الذي تعثر في جميع النقاط. ومرة أخرى قرر موراي الانسحاب. فشلت معركة غزة الثانية بسبب نقص المدفعية.
تزامنت معركة غزة الثانية مع فشل هجوم نيفيل، وتقارير عن الاضطرابات بين القوات الروسية بعد ثورة فبراير وتصعيد حرب يو بوت (كان يعتقد أن فقدان الشحن قد يجعل مصر غير قابلة للدفاع عنها) مما جعل روبرتسون يفضل العودة إلى السياسة الدفاعية في الشرق الأوسط، مع أن هذه لم تكن وجهة نظر لويد جورج.
ومع وضع الخطط لهزيمة الأتراك في النهاية، تم إعفاء موراي من القيادة وحل محله إدموند ألنبي في 29 يونيو 1917. تم ذكر موراي مرة أخرى في الإرساليات في 3 نوفمبر 1917.

## بعد مصر
أعيد تعيين موراي، وأصبح الضابط العام القائد العام لقيادة ألدرشوت في أكتوبر 1917 وتمت ترقيته إلى رتبة جنرال كامل في 25 أغسطس 1919، ظل في المنصب حتى 15 نوفمبر 1919. وبعد تقاعده من الجيش البريطاني في 15 نوفمبر 1922، تقدم إلى فارس الصليب الكبير لوسام باث في العام الجديد مع مرتبة الشرف عام 1928.
كما كان عقيدًا في رويال إنيسكيلينج فيوزيليرز من 22 أغسطس 1911.
توفي موراي في منزله "Makepeace" في ريجيت في مقاطعة سري في 21 يناير 1945.

## العائلة
في عام 1890 تزوج من كارولين هيلين سويت. كان لديهم ابن واحد. بعد وفاة زوجته الأولى تزوج ميلدريد جورجينا دونر في عام 1912.